# Benny Thomasson
Benny Thomasson (* 22. April 1909 in Winters, Texas; † Januar 1984) war ein US-amerikanischer Fiddlespieler.
Thomasson wuchs als eines von zehn Kindern einer Musikerfamilie auf. Sowohl sein Vater Luke Thomasson als auch sein Onkel Ed Thomasson waren bekannte Fiddler. Benny Thomasson begann im Alter von drei Jahren Fiddle zu spielen. Im Alter von vierzehn Jahren begann er, an Fiddle-Wettbewerben teilzunehmen, und neunzehnjährig gewann er seinen ersten Wettbewerb. Später wurde er fünfzehn Mal Gewinner des Texas State Championship. 1955 und 1957 war er Gewinner beim World’s Fiddlers’ Festival in Crockett, Texas, und 1974 erhielt er beim National Oldtime Fiddlers’ Contest in Weiser, Idaho, den Preis in der offenen Kategorie und in der Kategorie Senioren.
Seine ersten Plattenaufnahmen mit seinem Bruder Jim gingen bei der Produktionsfirma verloren, ab den 1960er Jahren spielte er jedoch mehrere Alben beim Label County, später auch bei Weiser und Voyager ein. Er war prägend für den „Texas Style“ des amerikanischen Fiddlespiels.
Nachdem Thomasson den größten Teil seines Lebens in der Region Dallas/Fort Worth als Karosseriebauer verbracht hatte, setzte er sich Anfang der 1970er Jahre mit seiner Frau Bea im Staat Washington zu Ruhe. Dort wurde er Lehrer und Förderer des jungen Mark O’Connor. 2013 wurde er in die National Fiddler Hall of Fame aufgenommen.